# Phlyctidaceae
Famille
Les Phlyctidaceae sont une famille de champignons ascomycètes ne comportant qu'une dizaine d'espèces de lichens encroûtants, corticoles, associés à des algues vertes appartenant aux chlorococcales.

## Liste des genres
Selon Myconet :
- Phlyctis
- Psathyrophlyctis